# Fedorki (rejon wołoczyski)
Fedorki – wieś w rejonie wołoczyskim obwodu chmielnickiego.